# Adelaide Kane

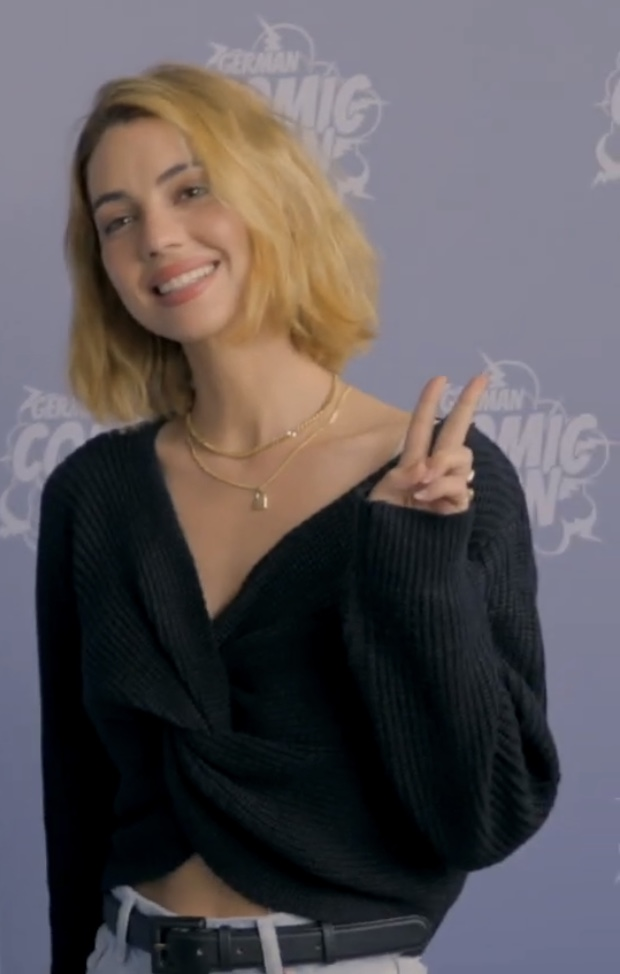
Adelaide Kane (2021)

Adelaide Victoria Kane (ur. 9 sierpnia 1990 w Perth) – australijska aktorka, która grała m.in. w filmie Noc oczyszczenia i serialu Nastoletnia Maria Stuart.

## Wczesne życie
Kane urodziła się 9 sierpnia 1990 roku w Claremont, na przedmieściach Perth. Jej ojciec jest Szkotem (pochodzi z Glasgow), a jej matka ma szkockich, irlandzkich i francuskich przodków. Dorastała w Perth i uczęszczała do anglikańskiej szkoły dla dziewcząt św. Hildy.
Ma brata Williama, który jest od niej o 3 lata młodszy. Ich rodzice rozstali się, gdy Adelaide miała 7 lat, a opiekę nad nią i jej bratem przejęła matka. Kiedy dołączyła do obsady Sąsiadów wraz z matką przeniosła się do Melbourne, podczas gdy jej brat i ojczym pozostali w Perth. Na krótki czas mieszkała także w Nowej Zelandii, podczas kręcenia seriali telewizyjnych dla dzieci Power Rangers RPM.

## Kariera
W 2013 wystąpiła w filmie Noc oczyszczenia, grając u boku Ethana Hawke’a oraz Leny Headey. W tym samym roku zagrała też Corę Hale, siostrę Dereka w serialu Teen Wolf: Nastoletni wilkołak i zaczęła występować w roli Marii Stuart, królowej Szkotów w serialu Nastoletnia Maria Stuart.  W czerwcu 2017, dołączyła do obsady serialu Dawno, dawno temu, gdzie wcieliła się w rolę złej przyrodniej siostry Kopciuszka – Drizelli, która jest jednocześnie jedną z antagonistek sezonu.

## Filmografia

### Film
| Rok  | Tytuł                         | Rola             | Uwagi           |
| ---- | ----------------------------- | ---------------- | --------------- |
| 2012 | Goats                         | Aubrey           |                 |
| 2012 | Donner Pass                   | Nicole           |                 |
| 2013 | Noc oczyszczenia              | Zoey Sandin      |                 |
| 2013 | Więcej niż słowa              | Stephanie Fareri |                 |
| 2013 | Blood Punch                   | Nabiki           |                 |
| 2013 | A Letter Home                 | Emily Feldman    | krótkometrażowy |
| 2014 | The Devil’s Hand              | Ruth             |                 |
| 2015 | Realm                         | Claire Daniels   | krótkometrażowy |
| 2018 | Acquainted                    | Cheri            |                 |
| 2020 | The Swing of Things           | Georgia          |                 |
| 2021 | Kosmiczny grzech (Cosmic Sin) | Fiona Ardene     |                 |
| 2023 | Skandal (Outrage)             | Ivy Brand        |                 |

### Telewizja
| Rok       | Tytuł                           | Rola                          | Uwagi                       |
| --------- | ------------------------------- | ----------------------------- | --------------------------- |
| 2007      | Sąsiedzi                        | Lolly Allen                   | główna obsada; 46 odcinków  |
| 2009      | Power Rangers RPM               | Tenaya 7                      | główna obsada; 32 odcinki   |
| 2010      | Pretty Tough                    | Charlie                       | w gł. obsadzie; 20 odcinków |
| 2010      | Secrets of the Mountain         | Jade Ann James                | film telewizyjny            |
| 2013      | Teen Wolf: Nastoletni wilkołak  | Cora Hale                     | 13 odcinków                 |
| 2013–2017 | Nastoletnia Maria Stuart        | Maria I Stuart                | główna rola                 |
| 2017      | Dawno, dawno temu               | Drizella Tremaine/Ivy Belfrey | rola drugoplanowa           |
| 2017      | Can’t Buy My Love               | Lilly Springer                | film telewizyjny            |
| 2019      | A Midnight Kiss                 | Mia Pearson                   | film TV                     |
| 2019      | A Sweet Christmas Romance       | Holly                         | film TV                     |
| 2019      | Into the Dark                   | Wendy                         | 1 odc.                      |
| 2019–2020 | SEAL Team                       | Rebecca Bowen                 | 9 odc.                      |
| od 2022   | Chirurdzy                       | dr Jules Millin               | w gł. obsadzie              |
| 2023      | Star Trek: Nieznane nowe światy | Sera                          | 1 odc.                      |